# Papyrocranus afer
Papyrocranus afer е вид лъчеперка от семейство Notopteridae. Видът не е застрашен от изчезване.

## Разпространение и местообитание
Разпространен е в Буркина Фасо, Гамбия, Гана, Гвинея, Гвинея-Бисау, Демократична република Конго, Камерун, Кот д'Ивоар, Либерия, Мали, Нигерия, Сенегал, Сиера Леоне, Централноафриканска република и Чад.
Обитава крайбрежията на сладководни басейни и реки.

## Описание
На дължина достигат до 80 cm, а теглото им е не повече от 1320 g.